# Società Sportiva Turris Calcio 2022-2023
Questa voce raccoglie le informazioni riguardanti la Società Sportiva Turris Calcio nelle competizioni ufficiali della stagione 2022-2023.

## Stagione
Nella stagione 2022-2023 la Turris disputa il girone C del campionato di Serie C, raccoglie 43 punti con il quindicesimo posto finale. Un punto sopra i Play-out, e tre punti sotto i Play-off. Nel girone di andata ottiene 20 punti, mentre è di 23 punti il bottino del girone di ritorno. Sono stati tre i tecnici che hanno contribuito a far raggiungere alla Turris l'obiettivo stagionale di mantenere la categoria. A ottobre la Turris disputa la Coppa Italia di Serie C dove nel primo turno elimina battendo (1-0) il Gelbison, mentre esce dal torneo nel secondo turno a novembre, superata (1-0) ad Avellino. In evidenza due cannonieri, con 11 reti Riccardo Maniero preso dall'Avellino e Vito Leonetti che ha firmato 9 reti, dopo le 15 segnate nella stagione scorsa.

## Divise e sponsor
La divisa della Turris è composta da maglia rossa, con calzoncini e calzettoni rossi. Il fornitore tecnico della stagione 2022-23 è EYE Sport. Lo sponsor di maglia è Colma. Altri sponsor sono: La Tirrenica, e la Banca di Credito Popolare.

## Rosa
| N. |                    | Ruolo | Calciatore           |
| -- | ------------------ | ----- | -------------------- |
| 1  | Italia (bandiera)  | P     | Federico Donini      |
| 2  | Italia (bandiera)  | D     | Antonio Vitiello     |
| 3  | Italia (bandiera)  | D     | Paolo Frascatore     |
| 4  | Italia (bandiera)  | C     | Alberto Acquadro     |
| 5  | Francia (bandiera) | C     | Anthony Taugourdeau  |
| 6  | Italia (bandiera)  | D     | Salvatore Boccia     |
| 7  | Italia (bandiera)  | C     | Emanuel Ercolano     |
| 8  | Italia (bandiera)  | C     | Francesco Ardizzone  |
| 9  | Italia (bandiera)  | A     | Emanuele Santaniello |
| 10 | Italia (bandiera)  | C     | Luca Giannone        |
| 11 | Italia (bandiera)  | A     | Vito Leonetti        |
| 13 | Italia (bandiera)  | D     | Mirko Miceli         |
| 14 | Italia (bandiera)  | A     | Ciro Di Franco       |
| 15 | Italia (bandiera)  | C     | Hamza Haoudi         |
| 16 | Italia (bandiera)  | A     | Angelo Guida         |
| 16 | Italia (bandiera)  | D     | Claudio Manzi        |

| N. |                   | Ruolo | Calciatore                   |
| -- | ----------------- | ----- | ---------------------------- |
| 17 | Italia (bandiera) | A     | Luca Nocerino                |
| 18 | Italia (bandiera) | A     | Simone Stampete              |
| 19 | Italia (bandiera) | A     | Riccardo Maniero             |
| 20 | Italia (bandiera) | C     | Andrea Invernizzi            |
| 21 | Italia (bandiera) | D     | Francesco Di Nunzio (capit.) |
| 22 | Italia (bandiera) | C     | Enrico Zampa                 |
| 23 | Italia (bandiera) | D     | Mickael Varutti              |
| 24 | Italia (bandiera) | D     | Luigi Aquino                 |
| 25 | Italia (bandiera) | C     | Francesco Rizzo              |
| 27 | Italia (bandiera) | C     | Dion Ruffo Luci              |
| 30 | Italia (bandiera) | C     | Sebastiano Finardi           |
| 31 | Italia (bandiera) | D     | Sergio Contessa              |
| 33 | Italia (bandiera) | P     | Pietro Perina                |
| 77 | Italia (bandiera) | P     | Gaetano Fasolino             |
| 88 | Italia (bandiera) | C     | Andrea Gallo                 |
| 91 | Italia (bandiera) | A     | Salvatore Longo              |

## Risultati

### Serie C - girone C

#### Girone di andata
| Arbitro: | Bonacina (Bergamo) |

|                        |           |                         |
| Giannone 56’ Manzi 59’ | Marcatori | 61’ Maiorino 67’ Murilo |

| Arbitro: | Monaldi (Macerata) |

|  |           |                        |
|  | Marcatori | 54’ Leonetti 76’ Haudi |

| Arbitro: | Petrella (Viterbo) |

|                             |           |              |
| Frascatore 36’ S. Longo 80’ | Marcatori | 11’ M. Guida |

| Arbitro: | Nicolini (Brescia) |

|  |           |             |
|  | Marcatori | 47’ Maniero |

| Arbitro: | Panettella (Gallarate) |

|                                                        |           |              |
| Ceparano 28’ Piovaccari 32’ De Rosa 64’ Nocciolini 76’ | Marcatori | 40’ Leonetti |

| Arbitro: | Di Marco (Ciampino) |

|  |           |                                                         |
|  | Marcatori | 21’ (aut.) Di Nunzio 34’ Sounas 38’ Biasci 58’ Iemmello |

| Arbitro: | Turrini (Firenze) |

|                             |           |                                                     |
| Mbende 15’ Carlini 55’, 61’ | Marcatori | 24’, 78’ Leonetti 29’, 65’ Giannone 50’ Santaniello |

| Torre del Greco 15 ottobre 2022 8ª giornata | Turris           | 0 – 0 | Monopoli | Stadio Amerigo Liguori\| Arbitro: \| Collu (Cagliari) \| |
| Arbitro:                                    | Collu (Cagliari) |       |          |                                                          |

| Arbitro: | Maggio (Lodi) |

|                           |           |              |
| Di Grazia 7’ Emmausso 43’ | Marcatori | 74’ Leonetti |

| Arbitro: | Giaccaglia (Jesi) |

|                  |           |                                                  |
| Maniero 13’, 72’ | Marcatori | 30’ Kargbo 32’ G. Gomez 51’ Tribuzzi 80’ Chiricò |

| Arbitro: | Cavaliere (Paola) |

|                        |           |                    |
| Malcore 1’ Tascone 52’ | Marcatori | 36’ (rig.) Maniero |

| Arbitro: | Caldera (Como) |

|                            |           |                           |
| Maniero 33’ Leonetti 90+7’ | Marcatori | 42’ Carletti 64’ Di Livio |

| Arbitro: | Leone (Barletta) |

|             |           |  |
| De Sena 58’ | Marcatori |  |

| Arbitro: | Saia (Palermo) |

|                                   |           |                                   |
| Cuppone 89’ (aut.) Ercolano 90+4’ | Marcatori | 21’ Brosco 64’ Mora 90+2’ Gyabuaa |

| Arbitro: | Calzavara (Varese) |

|  |           |              |
|  | Marcatori | 75’ A. Gallo |

| Torre del Greco 30 novembre 2022 16ª giornata | Turris             | 0 – 0 | Fidelis Andria | Stadio Amerigo Liguori\| Arbitro: \| Virgilio (Trapani) \| |
| Arbitro:                                      | Virgilio (Trapani) |       |                |                                                            |

| Arbitro: | Delrio (Reggio Emilia) |

|             |           |                           |
| Maniero 37’ | Marcatori | 28’, 64’ Tito 32’ Gambale |

| Arbitro: | E. Longo (Cuneo) |

|              |           |              |
| Polidori 33’ | Marcatori | 62’ S. Longo |

| Arbitro: | Mucera (Palermo) |

|             |           |                             |
| Maniero 53’ | Marcatori | 45+2’ Garattoni 71’ Di Noia |

#### Girone di ritorno
| Arbitro: | Pezzopane (L'Aquila) |

|                                     |           |                |
| Murilo 22’, 55’ Patierno 62’ (rig.) | Marcatori | 90+4’ Stampete |

| Arbitro: | Petrella (Viterbo) |

|             |           |             |
| Maniero 48’ | Marcatori | 51’ Caldore |

| Taranto 15 gennaio 2023 22ª giornata | Taranto          | 0 – 0 | Turris | Stadio Erasmo Iacovone\| Arbitro: \| Galipò (Firenze) \| |
| Arbitro:                             | Galipò (Firenze) |       |        |                                                          |

| Arbitro: | Bordin (Bassano del Grappa) |

|              |           |           |
| Leonetti 89’ | Marcatori | 74’ Golfo |

| Arbitro: | Angelucci (Foligno) |

|  |           |                           |
|  | Marcatori | 77’ Salvemini 90’ Oyewale |

| Arbitro: | Fiero (Pistoia) |

|           |           |  |
| Sounas 6’ | Marcatori |  |

| Arbitro: | Di Graci (Como) |

|                           |           |  |
| Ruffo Luci 5’ Maniero 71’ | Marcatori |  |

| Arbitro: | Pirrotta (Barcellona Pozzo di Gotto) |

|                           |           |  |
| E. Mulè 60’ Giannotti 70’ | Marcatori |  |

| Arbitro: | Ancora (Roma) |

|  |           |                    |
|  | Marcatori | 62’ Hadziosmanovic |

| Crotone 25 febbraio 2023 29ª giornata | Crotone              | 0 – 0 | Turris | Stadio Ezio Scida\| Arbitro: \| Costanza (Agrigento) \| |
| Arbitro:                              | Costanza (Agrigento) |       |        |                                                         |

| Arbitro: | Frascaro (Firenze) |

|                          |           |           |
| Leonetti 10’ Maniero 34’ | Marcatori | 24’ Achik |

| Latina 12 marzo 2023 31ª giornata | Latina             | 0 – 0 | Turris | Stadio Domenico Francioni\| Arbitro: \| Cherchi (Carbonia) \| |
| Arbitro:                          | Cherchi (Carbonia) |       |        |                                                               |

| Arbitro: | Monaldi (Macerata) |

|              |           |  |
| Leonetti 86’ | Marcatori |  |

| Arbitro: | Delrio (Reggio Emilia) |

|                                  |           |                |
| Merola 54’ Kolaj 61’ Vergani 77’ | Marcatori | 79’ Frascatore |

| Arbitro: | Nicolini (Brescia) |

|                                           |           |  |
| Frascatore 4’ Acquadro 81’ S. Longo 90+3’ | Marcatori |  |

| Arbitro: | Scatena (Avezzano) |

|                  |           |  |
| Bolsius 67’, 83’ | Marcatori |  |

| Arbitro: | Collu (Cagliari) |

|  |           |              |
|  | Marcatori | 88’ Contessa |

| Arbitro: | Saia (Palermo) |

|                                   |           |            |
| Maniero 45’ (rig.) Frascatore 55’ | Marcatori | 3’ Marotta |

| Arbitro: | Centi (Terni) |

|                                                            |           |  |
| Biarkason 44’ Peralta 47’ Ogunseye 55’ (rig.) Frigerio 64’ | Marcatori |  |

### Coppa Italia Serie C
| Arbitro: | Vergaro (Bari) |

|                |           |  |
| Giannone 90+3’ | Marcatori |  |

| Arbitro: | Taricone (Perugia) |

|                          |           |  |
| T. Ceccarelli 63’ (rig.) | Marcatori |  |

## Statistiche

### Statistiche di squadra
| Competizione         | Punti | In casa | In casa | In casa | In casa | In casa | In casa | In trasferta | In trasferta | In trasferta | In trasferta | In trasferta | In trasferta | Totale | Totale | Totale | Totale | Totale | Totale | DR  |
| Competizione         | Punti | G       | V       | N       | P       | Gf      | Gs      | G            | V            | N            | P            | Gf           | Gs           | G      | V      | N      | P      | Gf     | Gs     | DR  |
| -------------------- | ----- | ------- | ------- | ------- | ------- | ------- | ------- | ------------ | ------------ | ------------ | ------------ | ------------ | ------------ | ------ | ------ | ------ | ------ | ------ | ------ | --- |
| Serie C              | 34    | 17      | 4       | 6       | 7       | 19      | 27      | 16           | 4            | 4            | 8            | 15           | 22           | 33     | 8      | 10     | 15     | 34     | 49     | -15 |
| Coppa Italia Serie C | -     | 1       | 1       | 0       | 0       | 1       | 0       | 1            | 0            | 0            | 1            | 0            | 1            | 2      | 1      | 0      | 1      | 1      | 1      | 0   |
| Totale               | 34    | 18      | 5       | 6       | 7       | 20      | 27      | 17           | 4            | 4            | 9            | 15           | 23           | 35     | 9      | 10     | 16     | 35     | 50     | -15 |